# Aéroport de Jaffna
L'aéroport international de Jaffna, aussi connu sous le nom d'aéroport de Palaly, est un aéroport situé dans l'extrême-nord du Sri Lanka, desservant la ville de Jaffna et sa région. Il fut construit pendant la Seconde Guerre mondiale par la Royal Air Force. Après la guerre, l'aéroport devient le second aéroport international du pays, jusqu'à ce que la guerre civile entraîne l'arrêt du transport aérien commercial entre les années 1990 et 2000. C'est durant ce contexte que la Sri Lankan Air Force acquiert les lieux en 1985, l'aéroport fonctionnant depuis aussi comme base aérienne.
À partir de 2014, les responsables politiques locaux ont sollicité le consul d'Inde à Jaffna pour mettre à niveau l'aéroport et le rouvrir à une connectivité internationale. Après des négociations avec l'État sri lankais, le gouvernement indien finance les travaux de mise en norme de l'aéroport, engagés en partenariat avec des entreprises publiques sri lankaises. Le 11 novembre 2019, la première liaison aérienne commerciale internationale est inaugurée, une desserte entre Madras (Aéroport international de Chennai) et Jaffna assurée par la compagnie indienne Alliance Air, subventionnée par l'État indien.
Le modèle de redéveloppement de l'aéroport de Jaffna a conduit à d'autres sollicitations des autorités indiennes par des politiciens et de groupements de civils sri lankais, telles qu'à Batticaloa,.

## Situation
| \| 100 km1:7 597 000 \| Colombo · Bandaranaike Colombo · Ratmalana Hambantota Ampara Anuradhapura Batticaloa Sigiriya Galle Jaffna Katukurunda Iranamadu Trincomalee Vavuniya |
| 100 km1:7 597 000 |

## Compagnies aériennes
| Compagnies   | Destinations               |
| ------------ | -------------------------- |
| Air Senok    | Charter: Colombo-Ratmalana |
| Alliance Air | Madras (Chennai)           |
| Cinnamon Air | Colombo-Bandaranaike       |
| FitsAir      | Colombo-Bandaranaike       |
| IndiGo       | Madras (Chennai)           |
| IWS Aviation | Charter: Colombo-Ratmalana |